# De wees en de reus
De wees en de reus is een volksverhaal uit Assam.

## Het verhaal
Een weesjongen verdient zijn geld met het hoeden van de koeien. Er woont een koning nabij en hij is rijk, maar krijgt last van een vraatzuchtige reus. Hij eet alle koeien op, niemand ziet ze verdwijnen. Op een nacht zien boeren de reus en ze halen hulp in het dorp. Ze vallen de reus aan en binden hem vast en slaan hem, maar het lichaam van de reus wordt dan groter. Hoe harder ze slaan, hoe groter de reus. Hij barst door de muren van het huis waar ze hem vasthouden en rent weg.
De reus komt de weesjongen tegen en vraagt of hij hem wil verstoppen. De jongen zegt dat hij zo'n grote reus niet kan helpen, maar dan vertelt de reus dat hij in een vlieg kan veranderen als de jongen zegt dat hij helpen wil. De jongen zegt dat hij helpen wil en de vlieg verstopt zich in de maag van de jongen. De boeren komen en zeggen dat de jongen de reus verstopt, maar hij zegt dat het onmogelijk is een grote reus te verstoppen. De boeren snappen dat hij gelijk heeft en gaan naar huis.
De jongen zegt de reus tevoorschijn te komen, maar hij weigert en wil in het veilige woonoord blijven. Hij krijgt dan uit zijn mond voedsel en de jongen snapt dat hij een probleem heeft. Het levensbloed wordt opgezogen en de jongen wordt zwak en dun. Hij komt in de smidse en ziet mannen ijzer smeden. Hij valt in slaap en droomt over een vijver met brulkikkers. De reus hoort de kikkers en zegt dat hij ze op zou eten als hij niet in de maag van de jongen zou zitten.
De kikkers antwoorden dat de jongen een drankje kan bereiden uit gedroogde bamboescheuten. De reus zal dan oplossen en de jongen wordt wakker. Hij verzamelt bamboescheuten en maakt er een drankje van. Hij is van nature een vriendelijke jongen en vraagt zijn kwelgeest nog eenmaal om hem te verlaten. De reus weigert en de jongen drinkt het drankje, waarna de kwaadaardige reus oplost in het niets.

## Achtergronden
- Rusteloze geesten hebben in het Indiaas volksgeloof verschillende gedaanten en namen, zoals heks, geest, demon, monster, reus. Ze vormen een vast onderdeel in de leefwereld van de Indiër. In volksverhalen uit India beschrijft men hoe dom geesten zijn, met een beetje moed en slimheid kun je ze afschrikken. Slachtoffers zijn meestal personen die zwak in de maatschappij staan door een gebrek of andere reden. Toch zijn ze de wezens uiteindelijk te slim af.
- In dit verhaal is het een weesjongen die buiten het dorp woont. Hij mist bescherming van zijn familie en de gemeenschap. Hij is een makkelijk slachtoffer voor de reus, maar kan de kwade geest verslaan. Vaak zijn herders of andere rondtrekkende personen het slachtoffer. Zie ook De koeherder en de heks.
- In De Didibri-Draken kan een meisje zich zo klein maken als een speldenknop met behulp van obia-middelen, zo kan ze zich verstoppen voor de Didibri-draken.